# Gheorghe-Ioan Carțiș
Gheorghe-Ioan Carțiș (cunoscut ca Ioan Carțiș, n. 8 noiembrie 1936, Oradea) este un inginer român, rector al Universității Politehnica Timișoara între 1996–2004.

## Copilăria și studiile
A fost al treilea copil dintre cinci frați. A urmat clasele I–IV la Școala de Aplicații de pe lângă Școala Pedagogică de Băieți, clasa a V-a la Liceul Loga, clasele VI-VII la Liceul Pedagogic, apoi cursurile Școlii Medii Tehnice pentru Electroenergie și Electrotehnică, pe care a absolvit-o în 1954, după care a urmat Facultatea de Mecanica a Institutului Politehnic din Timișoara, pe care a absolvit-o în 1959, făcând parte din prima promoție cu specialitatea Tehnologia Construcțiilor de Mașini. În 1973 și-a susținut teza de doctorat cu titlul Cercetări teoretice și experimentale asupra structurii proprietăților fizice și rugozității suprafețelor prelucrate prin eroziune electrică sub conducerea lui Aurel Nanu.

## Cariera didactică
După absolvire, în perioada 1959–1961 a fost încadrat ca șef de secție fabricație la Centrul Mecanic din Timișoara. Din 1961 și până la pensionare, în 2006, a fost cadru didactic la Universitatea Politehnica din Timișoara: asistent (1961–1968), șef de lucrări (1968–1977), conferențiar (1977–1990), iar din 1990, profesor universitar. Din 1991 a fost conducător de doctorat în domeniul ,,Științe inginerești”, specialitatea ,,Știința materialelor”.
În această perioadă a fost șef al catedrei de Tehnologia Construcțiilor de Mașini (1985–1990), prorector (1990–1996) și rector (1996–2004).

## Activitatea științifică
În activitatea sa științifică s-a axat pe realizarea unor instalații necesare industriei (instalație de muls mecanic, presă de injectat mase plastice) și diferite utilaje pentru realizarea unor operații tehnologice: tratamente termice (roboți de călire prin curenți de inducție) și termochimice (feroxare, brunare, cadmiere).
Din 1999 este membru titular al Academiei de Științe Tehnice din România, activând în cadrul secției Inginerie Mecanică.

## Lucrări publicate
- Tratamente termice: Tehnologie și utilaje (1982)[9]
- Tratamente termochimice (1988)[9]
- 160 de lucrări științifice publicate[5]

## Activitate extraprofesională
Ioan Carțiș a fost principalul acționar al SSIF Broker, cu 8,22% din acțiuni. A fost membru în consiliul de administrație al Broker din 1994 până în martie 2009, când s-a retras din cauza unor probleme de sănătate.
A susținut echipa de fotbal Poli AEK Timișoara (2002) fiind chiar președinte de onoare în perioada când s-a numit „Poli Timișoara”.

## Distincții și premii
- Ordinul Național „Serviciul Credincios”, cavaler (2002)[1][2][3][5]
- Doctor honoris causa al 
Universității „Aurel Vlaicu” din Arad (2003)[1][13]
- Cetățean de onoare al Timișoarei (2012)[1][5][8]
- Titlul de Profesor universitar emerit (2014)[1]